# Neliopisthus mongolicus
Neliopisthus mongolicus är en stekelart som beskrevs av Dmitriy R. Kasparyan 1994. Neliopisthus mongolicus ingår i släktet Neliopisthus och familjen brokparasitsteklar. Inga underarter finns listade i Catalogue of Life.